# Kinnick Stadium
Kinnick Stadium é um estádio localizado em Iowa City, Iowa, Estados Unidos, possui capacidade total para 69.250 pessoas, é a casa do time de futebol americano universitário Iowa Hawkeyes football da Universidade de Iowa. O estádio foi inaugurado em 1929.